# Жан Бекер
Жан Бекер (на френски: Jean Becker) е френски режисьор, сценарист, продуцент и актьор. 

## Биография
Той е роден на 10 май 1933 година в Париж в семейството на режисьора Жак Бекер. Жан започва кинематографичната си кариера като помощник-режисьор, първо с баща си, а по-късно и с Анри Верней. Като режисьор той снима жанрови филми, които често участват в конкурсните програми на много филмови фестивали. Често е сценарист и продуцент на своите филми. Като актьор предпочита да играе във филмите на колегите си.
Той е член на журито на Втория международен филмов фестивал в Шанхай (1995).

## Избрана филмография
| Година | Филм            | Оригинално заглавие                     |
| ------ | --------------- | --------------------------------------- |
| 1966   | Нежният мошеник | Tendre voyou / Un avventuriero a Tahiti |